# Frederik Frison
Frederik Frison (Geel, 28 luglio 1992) è un ciclista su strada belga che corre per la Q36.5 Pro Cycling Team; è professionista dal 2016.

## Palmarès

### Strada
- 2009 (Juniores)

4ª tappa Sint-Martinusprijs Kontich
- 2010 (Juniores)

Campionati belgi, Prova a cronometro Juniores

## Piazzamenti

### Grandi Giri
- Giro d'Italia

2018: 142º
- Tour de France

2020: 145º
2022: 130º
2023: 147º
- Vuelta a España

2021: ritirato (3ª tappa)

### Classiche monumento
- Milano-Sanremo

2020: ritirato
2021: 126º
2022: 90º
2023: 106º
- Giro delle Fiandre

2018: ritirato
2019: ritirato
2020: 41º
2021: ritirato
2023: 34º
- Parigi-Roubaix

2016: 94º
2018: 37º
2019: ritirato
2021: 93º
2023: ritirato
2025: 32º
- Liegi-Bastogne-Liegi

2020: 115º

### Competizioni mondiali
- Campionati del mondo

Offida 2010 - Cronometro Junior: 26º
Toscana 2013 - Cronometro Under-23: 11º
Ponferrada 2014 - Cronometro Under-23: 9º
Harrogate 2019 - Staffetta mista: 9º
Glasgow 2023 - In linea Elite: ritirato

### Competizioni continentali
- Campionati europei

Ankara 2010 - In linea Juniores: 70º
Ankara 2010 - Cronometro Juniores: 7º
Olomouc 2013 - Cronometro Under-23: 16º